# Profundidad de descarga
La Profundidad de descarga (Depth of Discharge, DOD) es un método alternativo para indicar el estado de carga (SOC) de una batería. El DOD es el complemento del SOC: cuando uno aumenta, el otro disminuye. Mientras que las unidades del SOC son puntos porcentuales (0% = vacío; 100% = completo), las unidades de DOD pueden ser Ah (por ejemplo: 0 = lleno, 50 Ah = vacío) o puntos porcentuales (100% = vacío; 0% = completo). Como la batería puede llegar a tener una capacidad superior a su valor nominal, es posible que el valor DOD pueda exceder el valor total (por ejemplo: 55 Ah o 110%), algo que no es posible cuando se utiliza el SOC.